# Davie Adams
David „Davie“ Robertson Adams (* 14. Mai 1883 in Oathlaw; † 29. November 1948 in Edinburgh) war ein schottischer Fußballtorhüter. Er absolvierte in seiner Karriere über 200 Pflichtspiele für Celtic Glasgow und gewann mit dem Verein unter anderem sechsmal die schottische Meisterschaft.

## Karriere
Davie Adams wurde im Jahr 1883 im schottischen Dorf Oathlaw, vier Kilometer nördlich von Forfar geboren. Bis zum Jahr 1902 spielte Adams für den FC Dunipace in Denny. Im Dezember 1902 unterschrieb der Torhüter einen Vertrag bei Celtic Glasgow. Sein Debüt für den Verein gab er im Alter von 20 Jahren am 26. September 1903 im Ligaspiel gegen Hibernian Edinburgh, das mit 1:0 gewonnen wurde. Unter Willie Maley, dem Trainer von Celtic, blieb Adams bis zum Jahr 1912 Stammtorhüter. Mit dem Verein wurde er zwischen den Spielzeiten 1904/05 und 1909/10 sechsmal infolge Meister, viermal Pokalsieger und errang fünf Erfolge im Glasgow Cup. Nach seinem Karriereende betrieb Adams zunächst eine Kneipe in East Kilbride, später in Tranent. Er starb am 29. November 1948 im Alter von 65 Jahren in einem Pflegeheim in Edinburgh.

## Erfolge
mit Celtic Glasgow:
- Schottischer Meister (6): 1905, 1906, 1907, 1908, 1909, 1910
- Schottischer Pokalsieger (4): 1904, 1907, 1908, 1911
- Glasgow Cup (5): 1905, 1906, 1907, 1908, 1910